# Jan Carey
Jan Carey ang. John Carey (ur. ? w Dublinie, zm. 4 lipca 1594 w Dorchester) – irlandzki wierny świecki, błogosławiony Kościoła katolickiego, męczennik za wiarę.

## Życiorys
Data urodzin pochodzącego z Irlandii Jana Careya nie jest znana. Był katolikiem zatrudnionym u angielskiego majętnego polityka Johna Arundella i służył pomocą księdzu Janowi Corneliusowi, gdy ten przebywał w domu swego benefaktora. 
Gdy gościli u hrabiny Anny Arundell, zadenuncjował ich jeden z jej służących, Wilhelm Holmes. Aresztowano go wraz z duchownym i innym sługą, Patrykiem Salmonem, w Chideock (hrabstwo Dorset). Stanął wobec alternatywy utraty życia lub przejścia na protestantyzm, co stanowiło warunek uwolnienia. Wobec niezłomnej postawy Jana Careya i odmowy uznania zwierzchności królowej nad Kościołem 2 lipca 1594 roku wydano wyrok śmierci za świadome pomaganie katolickiemu kapłanowi, wykonany dwa dni później w Dorchester przez podduszenie na szubienicy, otwarcie wnętrzności i poćwiartowanie. Został zabity na fali represji Henryka VIII, ustanawiających zwierzchność króla nad Kościołem anglikańskim, dołączając do ofiar antykatolickich prześladowań w Anglii okresu reformacji.
Dekret o heroiczności cnót uznający, iż prześladowcy uśmiercili go za wiarę w Jezusa Chrystusa ogłoszono 8 grudnia 1929. Beatyfikacji Jana Careya dokonał papież Pius XI w dniu 15 grudnia 1929 roku w Rzymie, wraz z trzema towarzyszami męczeństwa: Janem Corneliusem, Tomaszem Bosgravem i Patrykiem Salmonem.
Dies natalis (4 lipca) jest dniem, kiedy wspominany jest w Kościele katolickim.